# وودفيل (جورجيا)
وودفيل (بالإنجليزية: Woodville, Georgia)‏ هي مدينة تقع في مقاطعة غرين، جورجيا بولاية جورجيا في الولايات المتحدة. تبلغ مساحة هذه المدينة 12.7 (كم²)، وترتفع عن سطح البحر 214 م، بلغ عدد سكانها 400 نسمة في عام 2010 حسب إحصاء مكتب تعداد الولايات المتحدة.

## وصلات خارجية
- Cities & Counties - Georgia.gov